# Marcha del Día de Jerusalén
La Marcha del Día de Jerusalén, también conocida como la Danza de las Banderas o Marcha de las Banderas, es una marcha anual que tiene lugar el Día de Jerusalén para celebrar lo que algunos israelíes llaman la «reunificación de Jerusalén» después de la guerra de los Seis Días de 1967. La comunidad internacional, según lo expresado en la resolución 478 del Consejo de Seguridad de la ONU, considera dicha reunificación «una violación del derecho internacional», además de afirmar que «supone un serio obstáculo para el logro de una paz completa, justa y duradera».
La marcha atraviesa el barrio musulmán de la Ciudad Vieja en la Jerusalén Este ocupada y en él suelen tomar parte israelíes judíos de extrema derecha, incluidos miembros de la organización de extrema derecha Lehava. A menudo, la marcha va acompañada de violencia, en especial contra los habitantes palestinos de Jerusalén Este. Con frecuencia, los asistentes corean consignas racistas y antiárabes como «muerte a los árabes», «un judío es un alma, un árabe es hijo de puta», «que ardan vuestros pueblos» o «ya no quedan escuelas en Gaza porque ya no quedan niños en Gaza». Los habitantes palestinos de la Ciudad Vieja suelen cerrar sus negocios y hogares el día de la marcha bien por temor a sufrir la violencia de los manifestantes israelíes, bien por órdenes directas de la policía de Israel, que también decreta bloqueos de carreteras y establece puestos de control en la Ciudad Vieja y sus alrededores.
Mientras que los israelíes judíos consideran la marcha como una muestra de la soberanía judía sobre toda Jerusalén, los palestinos lo consideran una provocación innecesaria y una expresión de dominio en Jerusalén Este, la declarada capital del Estado de Palestina.

## Características
Durante la marcha, numerosos israelíes marchan por las calles de la ciudad portando banderas nacionales y acompañados por orquestas móviles que ponen canciones jasídicas. En varios puntos del recorrido se instalan escenarios fijos en los que tienen lugar actuaciones de artistas. Aunque en los primeros años de la marcha participaban diversos sectores de la sociedad israelí, hoy en día la mayoría de los participantes pertenecen al sionismo religioso y viajan a la ciudad desde todo Israel.

## Historia

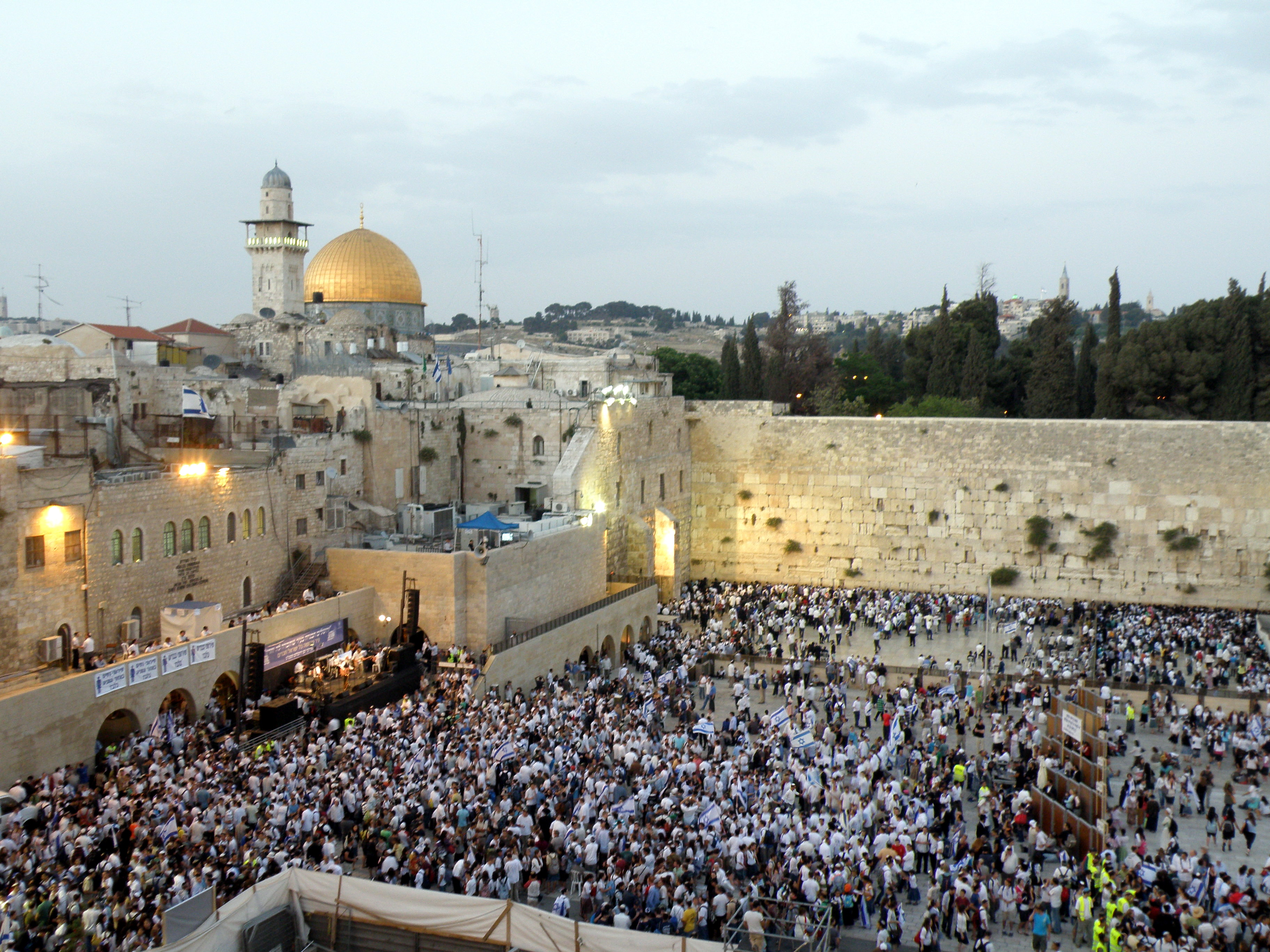
Marcha del Día de Jerusalén en el Muro de las Lamentaciones

La marcha comenzó en la noche del Día de Jerusalén de 1968, liderada por el rabino Zvi Yehuda Kook y sus seguidores de la yeshivá Mercaz HaRav, y se dirigió hacia el Muro de las Lamentaciones a través de la calle Jaffa, cantando y bailando, poco después de que terminase la concentración festiva que habían organizado en el salón de la yeshivá. En 1974, Yehuda Hazani, estudiante de una yeshivá, comenzó la tradición de incorporar una orquesta y otras yeshivot de escuelas secundarias a la marcha. Más tarde se decidió trasladar el evento al horario diurno para permitir que más personas pudiesen participar en la marcha. Hoy en día, la marcha está organizada por la asociación Am Kalavi (עם כלביא) y, hasta su muerte en diciembre de 2022, estuvo siempre encabezada por el rabino Haim Drukman. El evento está financiado por dicha asociación, por el Ayuntamiento de Jerusalén, el Ministerio de Educación y la Sociedad para la Rehabilitación y el Desarrollo del Barrio Judío. En 2018, el evento costó alrededor de un millón de séquels.
Casi siempre, la marcha ha comenzado en una zona del centro de Jerusalén, como el Parque de la Independencia o el Parque Saker, para luego ascender hacia el este en dirección a la calle Jaffa a través de la Plaza Safra antes de llegar a la Plaza del Ejército. Suele estar caracterizada por un baile continuo y por la participación de cantantes y figuras públicas. En los últimos años se ha producido una segregación sexual, y ahora las mujeres marchan delante de los hombres o viceversa. En el pasado, los manifestantes solían acceder a la Ciudad Vieja por la Puerta de los Leones, pero entre los años 2010 y 2016 la policía prohibió la entrada por esta puerta. En 2011, la policía desvió la ruta de la marcha hacia el este, pasando por el barrio palestino de Sheij Yarrah y por el bulevar Bar Lev antes de adentrarse en la Ciudad Vieja a través de algunas de sus puertas. En 2015, la Corte Suprema de Israel rechazó una petición de una coalición de ONGs para cambiar la ruta de la marcha y evitar que pasara por el barrio musulmán, aunque recordó que los participantes que llevasen a cabo algún tipo de violencia nacionalista o gritaran consignas antiárabes podrían enfrentarse a cargos criminales. En 2017, en el 50 aniversario de la toma de Jerusalén Este, se decidió que la marcha también rodearía la Ciudad Vieja desde el este y accedería por la Puerta del Estiércol.

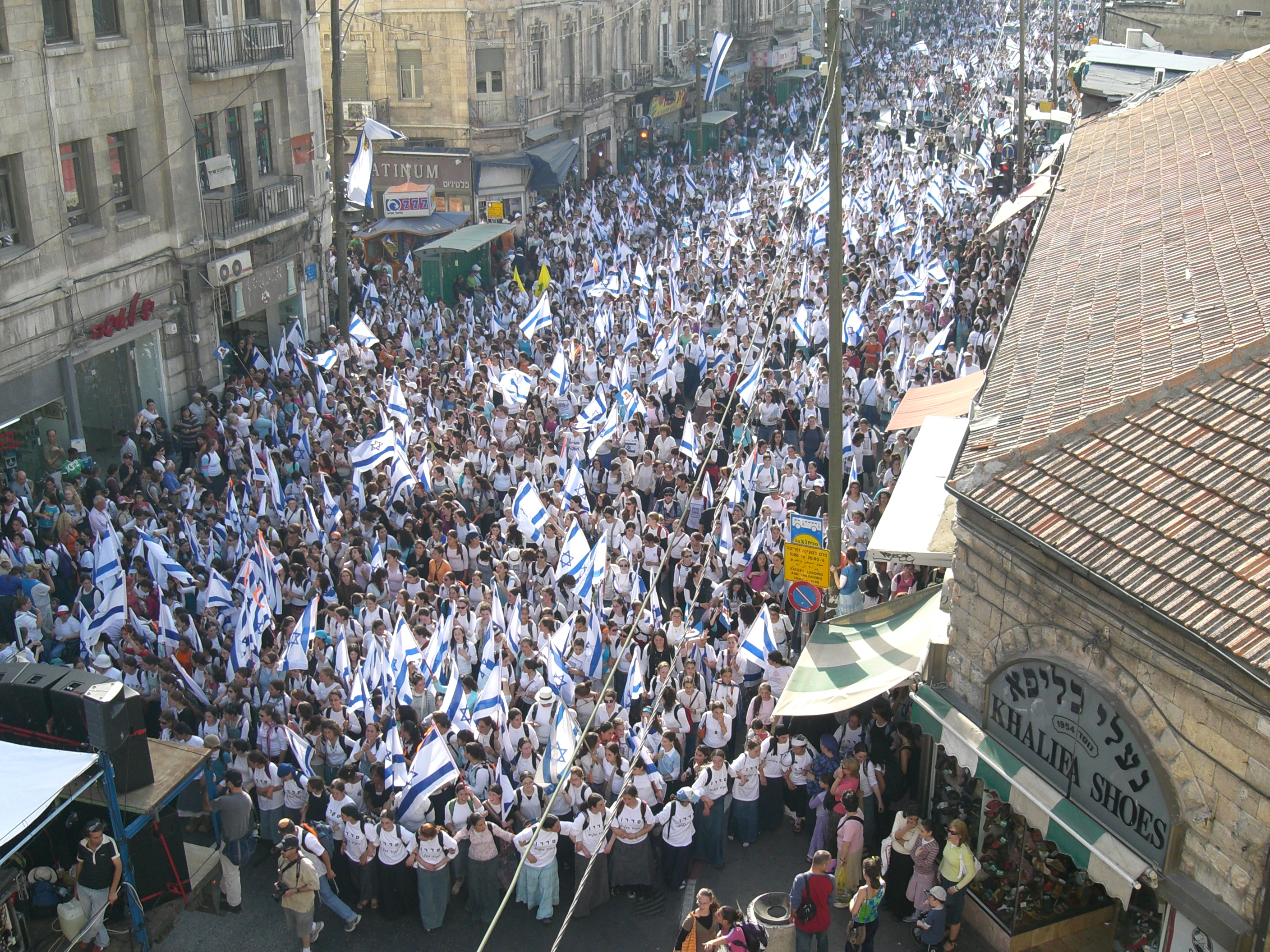
La marcha atraviesa la calle Jaffa, en la ciudad vieja de Jerusalén

En 2021, alrededor de 5.000 israelíes participaron en la marcha. Los presentes entonaron cánticos racistas y antiárabes, entre ellos «Muerte a los árabes» y «Shuafat está en llamas», en referencia al asesinato del adolescente palestino Mohammed Abu Khdeir, de 16 años, que había sido secuestrado, golpeado y quemado vivo por colonos israelíes en Jerusalén Este en 2014. La Media Luna Roja Palestina tuvo que atender a 33 palestinos, mientras que los participantes acosaron, escupieron y atacaron a periodistas palestinos y extranjeros y lanzaron  globos incendiarios que provocaron 20 incendios. La violencia desencadenada ese día fue uno de los casus belli del conflicto entre la Franja de Gaza e Israel de 2021.

En 2022, unos 70.000 judíos israelíes tomaron parte en la marcha. Los participantes golpearon y rociaron con gas pimienta a habitantes palestinos de Jerusalén Este mientras marchaban por el barrio musulmán, hiriendo al menos a 79 palestinos, 28 de los cuales fueron hospitalizados, según datos de la Media Luna Roja Palestina. Los participantes también atacaron a los médicos que intentaban llegar a los heridos y a una serie de viviendas del barrio de Sheij Yarrah, lo que provocó enfrentamientos entre los habitantes palestinos del barrio y los participantes israelíes en la marcha. Un equipo de la BBC que cubría el evento fue insultado y zarandeado por dos manifestantes, lo que provocó que un camarógrafo perdiera parte de su equipo. Fueron detenidos por la policía, que no tomó medidas adicionales. En respuesta a los enfrentamientos de ese día, Hamás llamó a un «día de la ira».
En 2023 hubo alrededor de 50.000 participantes en la marcha. Una vez más, ultranacionalistas judíos agredieron a un equipo de cámaras de la BBC al grito de «id y quedaos con Shireen», en referencia a la periodista palestino-estadounidense Shireen Abu Akleh, asesinada por francotiradores israelíes en 2022. En la marcha, un grupo de participantes arrojó piedras, botellas de agua, palos y otros objetos contra una multitud de periodistas, en su mayoría musulmanes, que se habían apostado cerca de la Puerta de Damasco. Varios sufrieron heridas en la cabeza que requirieron atención médica. El Departamento de Estado de los Estados Unidos condenó la violencia y los actos racistas, «indignantes e inaceptables», en los que multitudes judías atacaron a varios periodistas, fotógrafos y habitantes palestinos con palos, astas de bandera y botellas de vidrio. La organización israelí de derechos humanos B'Tselem concluyó que «los policías israelíes atacaron a los palestinos o permitieron que otros los atacaran sin oposición». En concreto, B'Tselem citó una serie de incidentes, incluido uno en el que «un grupo de manifestantes, con escolta policial, pasó por una tienda de ropa y por otros dos puestos que habían permanecido abiertos, y uno de los participantes roció gas pimienta en su dirección, mientras que otros arrojaron al suelo mercancía perteneciente a una de las tiendas». Todo esto ocurrió frente a agentes de policía que no hicieron nada para evitarlo y que simplemente permitieron que los manifestantes continuaran su camino.

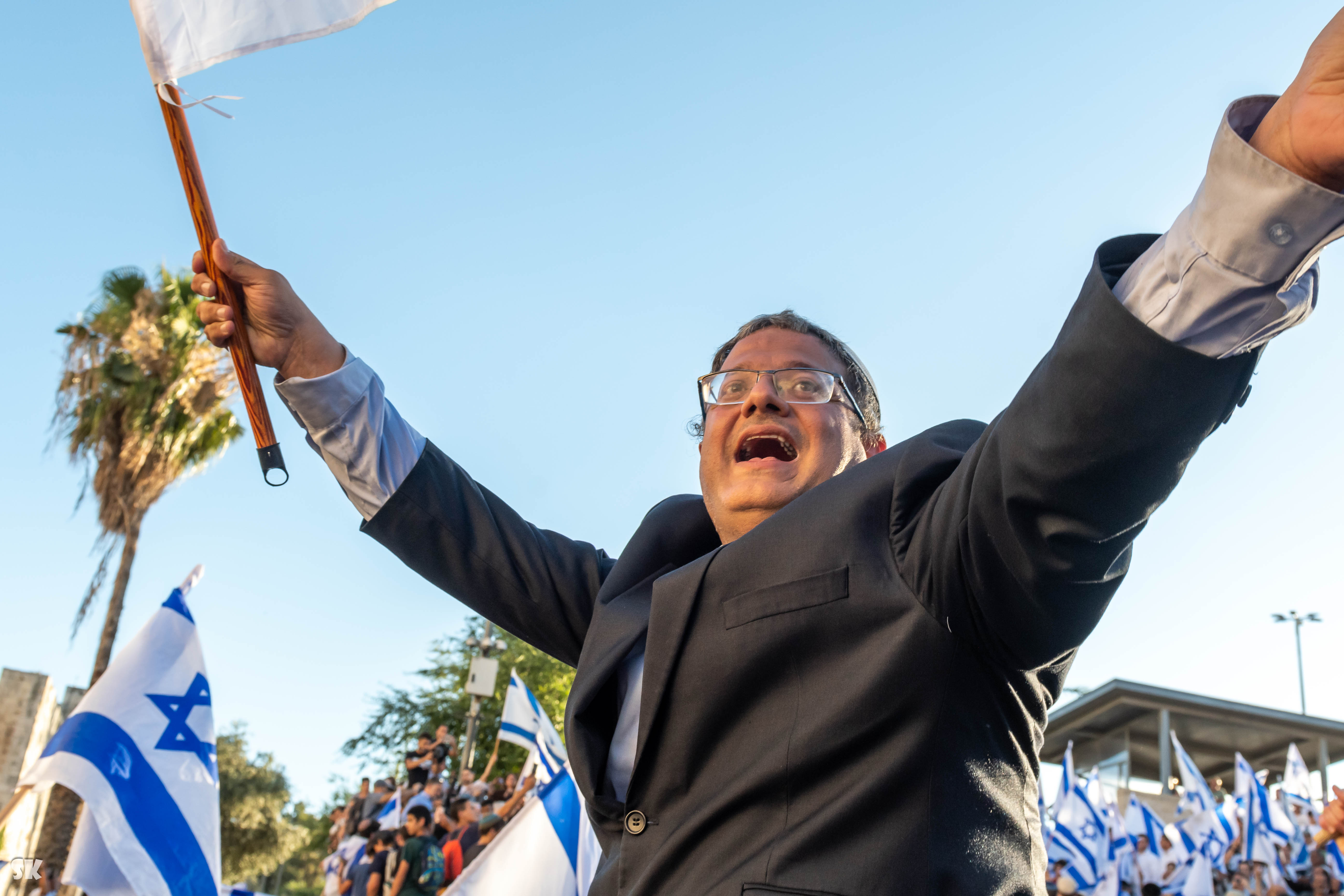
Itamar Ben-Gvir en la marcha del Día de Jerusalén de 2021

Durante la guerra Israel-Gaza de 2023-25, en las horas previas a la marcha de junio de 2024, el fotógrafo independiente palestino Saif Kwasmi y el periodista judío de Haaretz Nir Hasson fueron atacados por jóvenes que participaban en la marcha en Jerusalén. Hasson informó de que la marcha de 2024 «fue una de las más violentas y desagradables que he visto, y he presenciado todas y cada una de ellas en los últimos 16 años (...) El espíritu general era de venganza. El símbolo principal en las camisetas de los manifestantes era el puño kahanista (...) El ministro más popular fue Itamar Ben-Gvir». Hasson informó además que «por la mañana, horas antes de que comenzara la marcha oficial, grupos de jóvenes judíos» invadieron el barrio musulmán, «empujaron, insultaron, escupieron, amenazaron y atacaron a transeúntes y periodistas palestinos (...) intimidando a los comerciantes y habitantes» y luego, cuando los palestinos se escondieron, los jóvenes, en cambio, «amenazaron, insultaron y empujaron repetidamente» a los periodistas y fotógrafos. Hasson describió cómo Kwasmi fue atacado primero por un muchacho, trató de defenderse y fue entonces atacado por un grupo de unos diez jóvenes, pero que la policía no arrestó a los agresores de Kwasmi y no pidió a nadie que testificara sobre el ataque a Kwasmi. De hecho, paradójicamente, la policía israelí arrestó al propio Kwasmi más tarde ese mismo día, citando un supuesto informe sobre su participación en actos de «incitación», y añadió que Kwasmi «no está reconocido en absoluto como periodista con documentación pertinente válida en Israel». Hasson también describió cómo sufrió una agresión por parte de varios jóvenes que lo empujaron y luego lo patearon hasta que fue rescatado por la Policía de Fronteras de Israel.
En 2025, los participantes en la marcha volvieron a cantar insultos racistas y xenófobos contra los palestinos, incluidos los tradicionales «que ardan vuestros pueblos» o «muerte a los árabes», pero también alusiones a las víctimas de la guerra de Gaza como «no quedan escuelas en Gaza porque no quedan niños en Gaza». Los participantes también portaron un gran cartel que en el que se podía leer: «1967: Jerusalén en nuestras manos. 2025: Gaza en nuestras manos», y que pedía explícitamente la conquista de este territorio palestino. En el zoco de la ciudad vieja, unos participantes acosaron a dos mujeres palestinas y otros escupieron a un anciano. En las tiendas y en los cajeros automáticos se podían leer carteles como «no lo destruyas, pertenece a un judío». Una vez más, el participante más aclamado fue el ministro de extrema derecha Itamar Ben-Gvir.